# Jonas Hämmerle
Jonas Hämmerle (* 4. Januar 1998 in Heimerdingen) ist ein deutscher Schauspieler.

## Leben
Jonas Hämmerle wurde im Ditzinger Stadtteil Heimerdingen geboren. Er begann seine Karriere in der Werbebranche und war 2007 in einem Werbespot des Autoherstellers Honda zu sehen. Im Oktober 2007 feierte er sein Spielfilmdebüt mit einer Nebenrolle in dem ARD-Fernsehfilm Vater aus Liebe. In dem Familiendrama ist er als Sohn von Tina Ruland und Uwe Bohm zu sehen. Im Frühjahr 2008 schlossen sich Dreharbeiten in Bayern und Sachsen-Anhalt zur Kinoproduktion Das Morphus-Geheimnis an. In diesem Fantasy-Kinderfilm von Karola Hattop und Andrzej Maleszka spielt Hämmerle an der Seite von Oliver Korittke, Michael Roll und Charlotte Crome die Hauptrolle des schüchternen Musikschülers Nicki, der während seines Winterurlaubs an eine unvollendete Komposition Ludwig van Beethovens gelangt, die ihre Zuhörer in tiefen Schlaf verfallen lässt. Das Morphus-Geheimnis kam am 22. Januar 2009 in die Kinos.

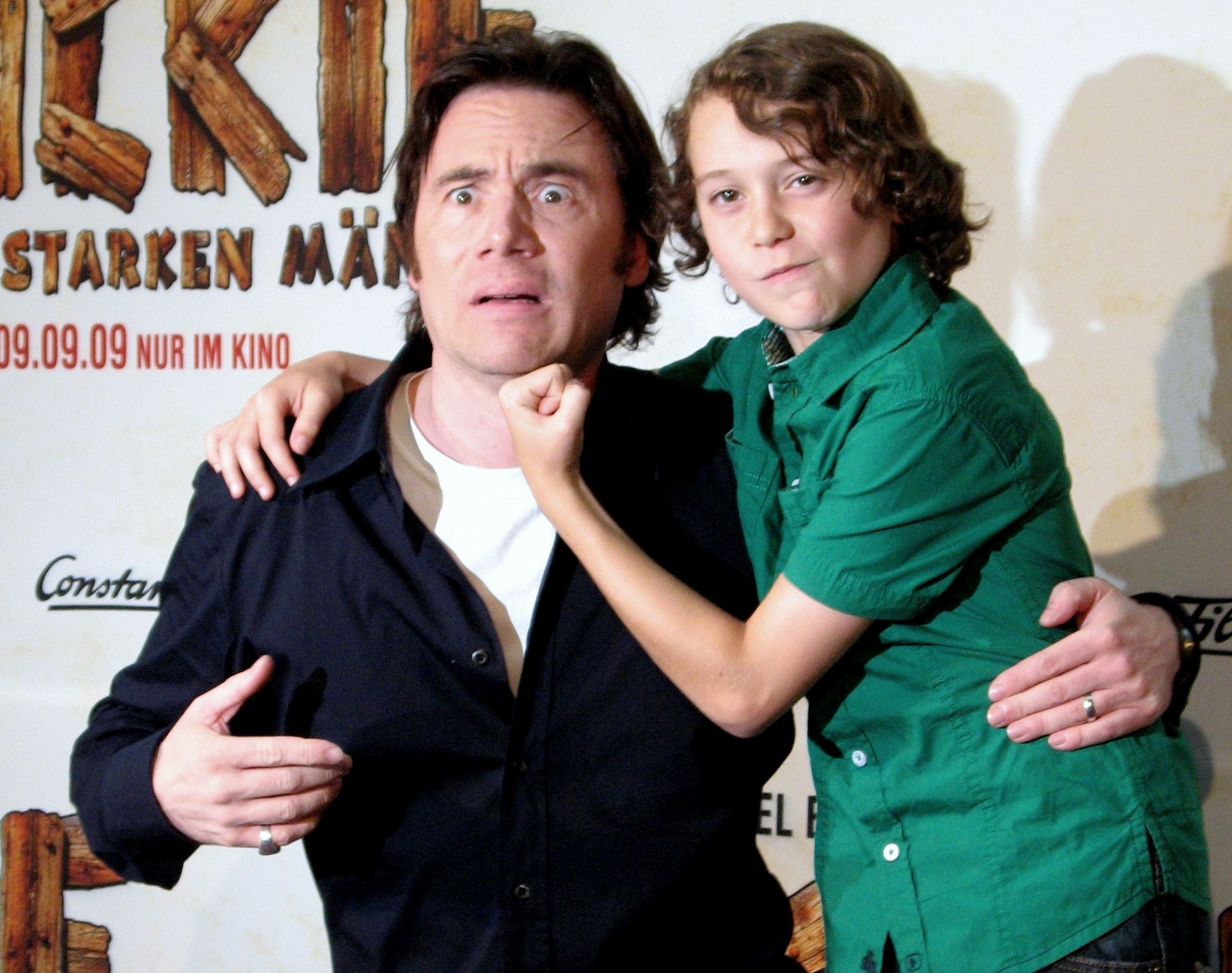
Jonas Hämmerle mit Michael Herbig (2009)

Einem breiten deutschen Publikum wurde Hämmerle Ende Juli 2008 bekannt, als ihm der deutsche Komiker und Regisseur Michael „Bully“ Herbig die Rolle des ängstlichen, aber intelligenten Wikingerjungen Wickie in dessen geplanter Realverfilmung der Zeichentrick-Fernsehserie Wickie und die starken Männer anvertraute. Der damals Zehnjährige hatte sich die Hauptrolle in einem deutschlandweiten Casting unter mehr als 600 Kinderdarstellern sichern können. Am 29. September 2011 kam die Fortsetzung Wickie auf großer Fahrt heraus, in der er ebenfalls die Hauptrolle übernahm.
Von 2015 bis 2022 war Hämmerle in den Fällen des Berliner Ermittlerteams Rubin und Karow der Krimireihe Tatort als Sohn der von Meret Becker gespielten Ermittlerin Rubin zu sehen.
Von 2017 bis 2021 studierte er Theater Studies, Film & Television Studies an der University of Glasgow und ab 2021 an der Anton Bruckner Privatuniversität Linz.
Er hat drei ältere Geschwister und spielt Cello.

## Filmografie (Auswahl)
- 2008: Vater aus Liebe (Fernsehfilm)
- 2008: Das Morphus-Geheimnis
- 2009: Wickie und die starken Männer
- 2010: Weissensee (Fernsehserie)
- 2011: Wer wenn nicht wir
- 2011: Anonymus (Anonymous)
- 2011: Wickie auf großer Fahrt
- 2012: Die sechs Schwäne (Fernsehfilm)
- 2015: SOKO Wismar – Der Störenfried
- 2015: Tatort: Das Muli
- 2015: Tatort: Ätzend
- 2015: In aller Freundschaft – Auge in Auge
- 2016: In aller Freundschaft – Die jungen Ärzte – Lernen und Loslassen
- 2016: Tatort: Dunkelfeld
- 2017: Tatort: Dein Name sei Harbinger
- 2017: Tatort: Amour Fou
- 2018: Tatort: Tiere der Großstadt
- 2019: In aller Freundschaft – Die jungen Ärzte – Außer Atem
- 2019: Tatort: Der gute Weg
- 2019: Play
- 2019: Benjamin Blümchen
- 2023: Morden im Norden – Abgetaucht

## Auszeichnungen
- 2009: Bambi
- 2010: Der weiße Elefant (Kindermedienpreis) für seine Rolle in Wickie und die starken Männer